# Salon de 1737
Le Salon de 1737 désigne l'exposition présentée par l'Académie royale de peinture et de sculpture au Salon carré du palais du Louvre, à Paris, à partir du 18 août 1737 jusqu'au 1er septembre. 72 artistes exposèrent 253 œuvres.

## Liste des œuvres exposées
| Emplacement au Salon                                     | Illustration | Identification | Commentaire | Numéro de catalogue raisonné   |
| -------------------------------------------------------- | ------------ | --- | --- | ------------------------------ |
| Sur la corniche, à droite de l'escalier                  |              | Jean-Baptiste Oudry Un cerf arrêté par des chiens 1723 Huile sur toile 303 x 435 cm Stockholm, Nationalmuseum                                                   | tableau de 15 pieds sur 10 de haut |                                |
| Sur la corniche, à droite de l'escalier                  |              | Pierre Charles Trémolières L'Assomption de la Vierge 1735 Huile sur toile Lyon, église Saint-Bruno                                                              | tableau destiné à la Chartreuse de Lyon |                                |
| Sur la corniche, à droite de l'escalier                  |              | Jacques Dumont Saint François prêchant devant le sultan d'Égypte                                                                                                | tableau de 15 pieds sur 9 de haut |                                |
| Premier rang, sous la corniche                           |              | Pierre-Jacques Cazes La Naissance de Vénus Huile sur toile County Durham, The Bowes Museum                                                                      | |                                |
| Premier rang, sous la corniche                           |              | Jean-François de Troy Un déjeuner de chasse 1737 Huile sur toile 241 x 170 cm Paris, musée du Louvre                                                            | Tableau commandé avec son pendant (un cerf aux abois, perdu), pour la grande salle à manger des petits appartements du roi, à Fontainebleau. Une esquisse préparatoire est conservée à la Wallace Collection de Londres                                                                       | Leribault, 2002, n°P.257.      |
| Premier rang, sous la corniche                           |              | Jean-François de Troy L'évanouissement d'Esther 1737 Huile sur toile 322 x 474 cm Paris, musée du Louvre                                                        | Tableau constituant le premier carton à grandeur, pour une série consacrée à l'Histoire d'Esther, destinée à être traduite en tapisserie dans les ateliers des Gobelins. Les autres grands cartons de la série sont également conservés au Louvre.                                            | Leribault, 2002, n°P.254.      |
| Premier rang, sous la corniche                           |              | Jean-François de Troy Un cerf aux abois 1737 Huile sur toile environ 243 x 173 cm perdu                                                                         | Tableau commandé avec son pendant (Un déjeuner de chasse, Paris, musée du Louvre), pour la grande salle à manger des petites appartements du roi, à Fontainebleau. Aujourd'hui perdue, la composition est connue par une esquisse préparatoire, conservée à la Wallace Collection de Londres. | Leribault, 2002, n°P.258.      |
| Premier rang, sous la corniche                           |              | Jacques Dumont Le baptême du Christ | cintré au dessus |                                |
| Second rang                                              |              | Jean-Baptiste van Loo Madame de Montmartel en vestale | |                                |
| Second rang                                              |              | Jean-Baptiste van Loo Le bain de Diane Huile sur toile 102 x 162,5 cm Toulon, musée des Beaux-Arts                                                              | |                                |
| Second rang                                              |              | François Desportes Un bassin de vermeil, deux bas-reliefs peints, dont l'un en bronze et l'autre en bronze doré Huile sur toile Lille, musée des Beaux-Arts     | |                                |
| Second rang                                              |              | Charles Antoine Coypel Le Sacrifice d'Iphigénie 1730 Huile sur toile 364 x 570 cm détruit en 1941 au musée des Beaux-Arts de Brest                              | Grand carton, commandé pour compléter la Tenture de l'Iliade, tissée aux Gobelins. | Lefrançois, 1994, n°P.112.     |
| Second rang                                              |              | Joseph Christophe Daniel dans la fosse aux lions | |                                |
| Second rang                                              |              | Joseph Christophe La sainte famille avec un ange présentant des cerises à l'enfant Jésus                                                                        | |                                |
| Second rang                                              |              | Joseph Christophe Le bon samaritain | |                                |
| Second rang                                              |              | Carle Van Loo Le concert du sultan 1737 Huile sur toile 74 x 92 cm Londres, The Wallace Collection                                                              | Peint pour M. Fagon | Sahut, 1977, n°52.             |
| Second rang                                              |              | Jean-François de Troy Le retour du bal 1735 Huile sur toile 82 x 65 cm collection particulière                                                                  | Tableau commandé par le garde des Sceaux, Germain-Louis de Chauvelin, avec son pendant (La toilette pour le bal, Los Angeles, The J. Paul Getty Museum). | Leribault, 2002, n°P.235.      |
| Second rang                                              |              | Charles Antoine Coypel Joseph accusé par la femme de Putiphar 1737 Huile sur toile 100 x 133 cm collection particulière                                         | | Lefrançois, 1994, n°P.182.     |
| Second rang                                              |              | Jean-Baptiste-Siméon Chardin Une fille tirant de l'eau à une fontaine Huile sur toile 38 x 42 cm Stockholm, Nationalmuseum                                      | |                                |
| Second rang                                              |              | Jean-Baptiste-Siméon Chardin Une femme s'occupant à savonner Huile sur toile 37 x 42,5 cm Stockholm, Nationalmuseum                                             | |                                |
| Second rang                                              |              | Jean-François de Troy Une petite liseuse perdu | | Leribault, 2002, n°P.236.      |
| Second rang                                              |              | Desportes le père Un bas-relief peint en marbre | |                                |
| Reprenant la suite du second rang                        |              | Carle Van Loo Le Pacha fait peindre sa maîtresse Huile sur toile 66 x 76 cm Richmond, Virginia Museum of Fine Arts                                              | Peint pour Jean de Jullienne | Sahut, 1977, n°53.             |
| Reprenant la suite du second rang                        |              | Jean-François de Troy Une toilette pour le bal 1735 Huile sur toile 82 x 65 cm Los Angeles, The J. Paul Getty Museum                                            | Tableau commandé par le garde des Sceaux, Germain-Louis de Chauvelin, avec son pendant (Le retour du bal, collection particulière). | Leribault, 2002, n°P.234.      |
| Reprenant la suite du second rang                        |              | Charles-Antoine Coypel Roland et le mariage d'Angélique 1733 Huile sur toile 305 x 615 cm Nantes, musée des Beaux-Arts                                          | Grand carton, pour la tenture des Fragments d'Opéra. | Lefrançois, 1994, n°P.152.     |
| Reprenant la suite du second rang                        |              | Natoire Io enlevée par Jupiter Huile sur toile 96 x 71 cm localisation actuelle inconnue                                                                        | Réplique d'un tableau peint en 1731 pour Philibert Orry (Troyes, musée d'Art et d'Histoire) | Caviglia-Brunel, 2012, n°P.51. |
| Reprenant la suite du second rang                        |              | Favanne Des nayades | |                                |
| Reprenant la suite du second rang                        |              | Parrocel Une halte des grenadiers de la maison du roi | |                                |
| Reprenant la suite du second rang                        |              | Dumont le Romain L'éducation de l'Amour | |                                |
| Reprenant la suite du second rang                        |              | Jean Restout Apollon montre à jouer de la lyre à l'Amour 1737 Huile sur toile chantournée 64 x 134 cm Paris, Archives nationales, musée de l'Histoire de France | Tableau peint comme dessus-de-porte pour les appartements de Marie-Sophie de Courcillon, princesse de Soubise, au premier étage de l'hôtel de Soubise. | Gouzi, 2000, n°P.88.           |
| Reprenant la suite du second rang                        |              | Trémolières Diane désarmant l'Amour | |                                |
| Grande face du côté de la cour, sur la corniche          |              | Jeaurat Les Noces de Daphnis et Chloé | |                                |
| Dans l'encoignure, sur l'escalier                        |              | Aved Portrait de monsieur Caron en noir | |                                |
| Dans l'encoignure, sur l'escalier                        |              | Courtin La Vierge à l'enfant | |                                |
| Dans l'encoignure, sur l'escalier                        |              | Geuslain Un marchand de médailles en habit de pèlerin | |                                |
| Dans l'encoignure, sur l'escalier                        |              | Bouys Portrait du recteur de l'Université avec ses habits de cérémonie                                                                                          | |                                |
| Dans la première embrasure sur l'escalier à gauche       |              | Allou Le frère Hilarion, récollet, en oculiste | |                                |
| Dans la première embrasure sur l'escalier à gauche       |              | Chardin Un jeune homme s'amusant avec des cartes | |                                |
| Dans la première embrasure sur l'escalier à gauche       |              | Pierre Gobert Madame la duchesse mère en habit de veuve | |                                |
| Dans la première embrasure sur l'escalier à gauche       |              | Servandoni Une pyramide et architecture | |                                |
| Premier trumeau                                          |              | Aved Portrait de M. Dupleix, fermier général | |                                |
| Premier trumeau                                          |              | Aved Mademoiselle Loys en laitière | |                                |
| Premier trumeau                                          |              | Geuslain L'abbé de Thesu, conseiller d'État | |                                |
| Premier trumeau                                          |              | Nattier La Justice châtiant l'Injustice | |                                |
| Premier trumeau                                          |              | Desportes Une basse de viole, un tapis de velours, du gibier, des fruits, dans un fond de paysage                                                               | |                                |
| Premier trumeau                                          |              | De Chavanne Deux paysages | |                                |
| Premier trumeau                                          |              | Huilliot La fable du coq, avec un pot de fleurs | |                                |
| Premier trumeau                                          |              | Francisque Millet Un paysage | |                                |
| Premier trumeau                                          |              | Colin de Vermont Deux esquisses de l'histoire de Cyrus | |                                |
| Seconde fenêtre sur la corniche                          |              | Desportes Un cheval conduit par un nègre | |                                |
| Dans l'embrasure à gauche                                |              | Delyen Portrait en ovale de Mademoiselle De La Haye | |                                |
| Dans l'embrasure à gauche                                |              | De Chavanne Une moisson | |                                |
| Dans l'embrasure à gauche                                |              | Jacques de Lajoue Un sujet d'architecture et de paysage perdu                                                                                                   | | Roland Michel, 1984, n°P.66.   |
| Dans l'embrasure à gauche                                |              | Parrocel Une garde avancée de Cavalerie | |                                |
| A droite, au dessus                                      |              | Geuslain L'abbé de Sainte-Geneviève | |                                |
| A droite, au dessus                                      |              | De Chavanne Un amusement champêtre | |                                |
| A droite, au dessus                                      |              | Jacques de Lajoue Un clair de lune perdu | | Roland Michel, 1984, n°P.110.  |
| A droite, au dessus                                      |              | Parrocel Un camp de gardes suisses du roi, avec un officier conduisant des dames                                                                                | |                                |
| Second trumeau                                           |              | Geuslain La famille de M. de Villemur, fermier général | |                                |
| Second trumeau                                           |              | Delyen Portrait de madame Arignon | |                                |
| Second trumeau                                           |              | Louis Tocqué Portrait de la marquise de Thibouteau | |                                |
| Second trumeau                                           |              | Desportes Un bas-relief à fond de lapis, avec un tapis vert, orné de figures, vases, fruits, fleurs                                                             | |                                |
| Second trumeau                                           |              | Collin de Vermont Quatre sujets de l'Histoire de Cyrus | |                                |
| Second trumeau                                           |              | Huilliot Deux sujets de fleurs et de fruits | |                                |
| Second trumeau                                           |              | Collin de Vermont Un sujet de Cyrus | |                                |
| Sur la corniche                                          |              | Dandré Bardon Les bonnes œuvres des filles de saint Thomas de Villeneuve                                                                                        | |                                |
| Au-dessus de la troisième croisée                        |              | Oudry Le gland et la citrouille | |                                |
| Dans le fond de la croisée                               |              | Van Loo père Le Christ en croix | huit pieds de haut |                                |
| Dans le fond de la croisée                               |              | Lemoyne père Portrait de Nicolas de Largillière terre cuite | |                                |
| Dans le fond de la croisée                               |              | Servandoni Sujet d'architecture et ruine | |                                |
| Dans le fond de la croisée                               |              | Desportes Deux tableaux de fleurs, fruits, vaisselle et gibier                                                                                                  | |                                |
| Dans le fond de la croisée                               |              | Servandoni Une ruine | |                                |
| Dans le fond de la croisée                               |              | Desportes Deux tableaux représentant des légumes et animaux étranges                                                                                            | |                                |
| Dans le fond de la croisée                               |              | Jacques de Lajoue Portrait de la famille de l'artiste Huile sur toile 124 x 96 cm Paris, musée du Louvre                                                        | | Roland Michel, 1974, n°P.256.  |
| Dans le fond de la croisée                               |              | Jacques de Lajoue Un retour de chasse perdu | esquisse | Roland Michel, 1984, n°P.234.  |
| Troisième trumeau                                        |              | Geuslain Portrait de M. de Creil | |                                |
| Troisième trumeau                                        |              | Chardin Un chimiste dans son laboratoire | |                                |
| Troisième trumeau                                        |              | Boucher Quatre tableaux de sujets champêtres | |                                |
| Troisième trumeau                                        |              | Collin de Vermont Sujet de la suite de Cyrus | |                                |
| Troisième trumeau                                        |              | Jeaurat La rencontre d'Esau et de Jacob | |                                |
| Troisième trumeau                                        |              | Jeaurat Laban cherchant ses idoles | |                                |
| Troisième trumeau                                        |              | Chardin Un enfant avec des attributs de l'enfance | |                                |
| Troisième trumeau                                        |              | Collin de Vermont Quatre sujets de la suite de Cyrus | |                                |
| Sur la corniche, au-dessus de la porte                   |              | Oudry Un buffet | |                                |
| Sur la corniche, au-dessus de la porte                   |              | Pierre Dulin Saint Claude, archevêque de Besançon, ressuscitant un enfant                                                                                       | |                                |
| Sur la corniche, au-dessus de la porte                   |              | Lancret Un festin de noces de village | |                                |
| Sur la corniche                                          |              | Jeaurat Les nymphes du Païs présentent l'Amour à Daphnis et Cloé                                                                                                | |                                |
| Sur la corniche                                          |              | Oudry Dogue combattant contre un cygne | |                                |
| Sous la corniche                                         |              | Jean-Marc Nattier Mademoiselle de Lambesc en Minerve armant le comte de Brionne à la guerre                                                                     | |                                |
| Sous la corniche                                         |              | Gobert Portrait de la famille du duc de Valentinois | |                                |
| Sous la corniche                                         |              | Charles-Joseph Natoire Amphitrite sur les eaux Huile sur toile, cintré perdu                                                                                    | | Caviglia-Brunel, 2012, n°P.79. |
| Sous la corniche                                         |              | Charles-Joseph Natoire Diane au bain Huile sur toile perdu | Dessin préparatoire à Stockholm, Nationalmuseum | Caviglia-Brunel, 2012, n°P.80. |
| Sous la corniche                                         |              | Boisot L'homme entre deux âges | tableau ovale |                                |
| Sous la corniche                                         |              | Boisot Le chien secouant des pierreries | tableau ovale |                                |
| Sous la corniche                                         |              | Chardin Petite fille assise s'amusant avec son déjeuner | |                                |
| Sous la corniche                                         |              | Collin de Vermont Quatre sujets de l'Histoire de Cyrus | |                                |
| Sous la corniche                                         |              | Charles-Joseph Natoire Le siège de Bordeaux par Clovis Huile sur toile 266 x 300 cm Troyes, musée d'Art et d'Histoire                                           | Commande de Philibert Orry pour la galerie du château de La Chapelle-Godefroy | Caviglia-Brunel, 2012, n°P.51. |
| Sous la corniche                                         |              | Parrocel Un officier qui rallie sa troupe | |                                |
| Sous la corniche                                         |              | Jeaurat Diane surprise au bain par Actéon | |                                |
| Sous la corniche                                         |              | Collin de Vermont Deux suites de Cyrus | |                                |
| Sur la corniche                                          |              | Delobel Le martyre de saint Eutrope, premier évêque de Saintonge                                                                                                | |                                |
| Sur la corniche                                          |              | Jean Restout Le baptême du Christ Huile sur toile 386 x 673 cm Paris, musée du Louvre                                                                           | Carton de tapisserie pour la Tenture du Nouveau Testament, commandée par la direction des Bâtiments du Roi en 1733. | Gouzi, 2000, n°P.77.           |
| Sur la corniche                                          |              | Courtin Melchisédech sacrifiant à Dieu du pain et du vin | |                                |
| Sur la corniche                                          |              | Gobert Portrait de la duchesse de Gontaut | |                                |
| Sur la corniche                                          |              | Nattier Portrait de la marquise d'Ussé | |                                |
| Sur la corniche                                          |              | Le Clerc Moïse sauvé des eaux | |                                |
| Sur la corniche                                          |              | Le Clerc Le triomphe de Mardoché | |                                |
| Sur la corniche                                          |              | de Favanne Télémaque déclare imprudemment sa passion à Eucaris                                                                                                  | |                                |
| Sur la corniche                                          |              | de Favanne Télémaque prend l'Amour pour un enfant ordinaire | |                                |
| Sur la corniche                                          |              | de Favanne Calypso et ses nymphes | |                                |
| Sur la corniche                                          |              | Chardin La fillette au volant | |                                |
| Sur la corniche                                          |              | Lancret Une danse au tambourin | |                                |
| Sur la corniche                                          |              | Lancret Un colin-maillard | |                                |
| Sur la corniche                                          |              | Lancret Un sujet champêtre | |                                |
| Sous la corniche, au-dessus de la première porte         |              | Carle Van Loo Jupiter et Junon Huile sur toile octogonale 147 x 158 cm Paris, Archives nationales                                                               | Dessus-de-porte peint pour la salle d'Assemblée de l'appartement de la princesse de Soubise, au premier étage de l'hôtel de Soubise (Paris) | Sahut, 1977, n°P.55.           |
| Sous la corniche                                         |              | Jean Restout Le Secret et la Prudence 1737 Huile sur toile chantournée 117 x 148 cm Paris, Archives Nationales, musée de l'Histoire de France                   | Tableau commandé par le prince de Soubise pour orner les appartements de la princesse de Bouillon, à l'hôtel de Soubise. | Gouzi, 2000, n°P.87.           |
| Sous la corniche                                         |              | Pierre Dulin Le Christ guérissant les malades au lac de Génézareth vers 1705 Huile sur toile 129 x 161 cm Montpellier, musée Fabre                              | |                                |
| Sous la corniche                                         |              | Dumont le Romain Abraham prosterné devant les anges | |                                |
| Sous la corniche                                         |              | Dumont le Romain Rebecca donnant à boire à Eliézer | |                                |
| Trumeau entre les deux portes                            |              | Tocqué Portrait de monsieur Massé, peintre en miniature | |                                |
| Trumeau entre les deux portes                            |              | Tocqué Portrait de monsieur Rindvel jouant de la viole | |                                |
| Trumeau entre les deux portes                            |              | Tocqué Monsieur Nérault en habit de l'ordre de Saint-Michel | |                                |
| Trumeau entre les deux portes                            |              | Carle Van Loo La halte de chasse 1737 Huile sur toile 220 x 250 cm Paris, musée du Louvre                                                                       | Tableau cintré en haut et en bas. Peint pour la salle à mancher des Petits Appartements du roi au château de Fontainebleau. | Sahut, 1977, n°49.             |
| Trumeau entre les deux portes                            |              | Delyen Deux portraits des enfants de monsieur Delestre | |                                |
| Trumeau entre les deux portes                            |              | Collin de Vermont Une descente de Croix | |                                |
| Trumeau entre les deux portes                            |              | Jean Restout Saint Paul ermite 1737 Huile sur toile 65 x 54 cm localisation inconnue                                                                            | | Gouzi, 2000, n°P.85.           |
| Trumeau entre les deux portes                            |              | François Boucher Deux saisons | ovale |                                |
| Trumeau entre les deux portes                            |              | François Boucher Deux saisons | ovale |                                |
| Trumeau entre les deux portes                            |              | Collin de Vermont Deux sujets de la suite de Cyrus | |                                |
| Trumeau entre les deux portes                            |              | Servandoni Un sujet d'architecture | |                                |
| Sur la seconde porte                                     |              | Trémolières Minerve enseigne la tapisserie à une nymphe | tableau cintré en haut et bas |                                |
| Sur la seconde porte                                     |              | Trémolières Les caractères de Théophraste | |                                |
| Sur la seconde porte                                     |              | Collin de Vermont La maladie d'Antiochus | |                                |
| Au bas et dans l'embrasure de la porte                   |              | Desportes Un singe qui renverse un panier de figues | |                                |
| Au bas et dans l'embrasure de la porte                   |              | Desportes Chien buvant à une fontaine | |                                |
| Sous la corniche après la seconde porte                  |              | Tournières Portrait du duc de Brissac | |                                |
| Sous la corniche après la seconde porte                  |              | Tournièsres Monsieur de Sauroy le fils | |                                |
| Sous la corniche après la seconde porte                  |              | Tournières Madame Tisset jouant de la vielle | |                                |
| Sous la corniche après la seconde porte                  |              | Galloche Le repas d'Énée et de Didon ou Énée chez Didon Huile sur toile 105 x 146 cm Compiègne, musée national du château                                       | |                                |
| Sous la corniche après la seconde porte                  |              | Galloche Un paysage | tableau cintré |                                |
| Sous la corniche après la seconde porte                  |              | Tournières Monsieur de Villette, directeur des postes de Lyon                                                                                                   | |                                |
| Sous la corniche après la seconde porte                  |              | Tournières Une dame et son fils | |                                |
| Sous la corniche après la seconde porte                  |              | Collin de Vermont Sujet de la suite de Cyrus | |                                |
| Sous la corniche après la seconde porte                  |              | Oudry Paysage avec des moutons sur le devant | |                                |
| À côté et dans l'encoignure                              |              | Jean Jouvenet Monsieur Henain, chevalier de Saint-Louis | |                                |
| À côté et dans l'encoignure                              |              | Allou La femme de l'artiste dessinant une figure d'optique | |                                |
| À côté et dans l'encoignure                              |              | Delyen Portrait de l'artiste | |                                |
| À côté et dans l'encoignure                              |              | Delobel Allégorie de la réunion de la Lorraine à la France | esquisse |                                |
| Dans l'embrasure de la première fenêtre du côté de l'eau |              | Courtin Une femme badinant avec un écureuil | |                                |
| Dans l'embrasure de la première fenêtre du côté de l'eau |              | Aved Un philosophe | |                                |
| Dans l'embrasure de la première fenêtre du côté de l'eau |              | Courtin Une femme regardant deux serins | |                                |
| Dans l'embrasure de la première fenêtre du côté de l'eau |              | Courtin L'Adoration des mages | |                                |
| Dans l'embrasure de la première fenêtre du côté de l'eau |              | Courtin La Présentation au Temple | |                                |
| Dans l'embrasure de la première fenêtre du côté de l'eau |              | Tournière Madame des Brosses | |                                |
| Dans l'embrasure de la fenêtre                           |              | Robert Le Lorrain Une fille frise son amant Terre cuite Perdu                                                                                                   | | Beaulieu, 1982, n°115.         |
| Dans l'embrasure de la fenêtre                           |              | Robert Le Lorrain Une fille tenant un lapin qu'un jeune homme veut lui arracher Terre cuite Perdu                                                               | | Beaulieu, 1982, n°116.         |
| Dans l'embrasure de la fenêtre                           |              | Robert Le Lorrain Un fleuve assis 1737 Terre cuite 27 x 40 cm Paris, musée du Louvre                                                                            | | Beaulieu, 1982, n°114.         |
| Dans l'embrasure de la fenêtre                           |              | Adam l'aîné Un chasseur prenant un lion dans ses filets | |                                |
| Sur la corniche du côté de la rivière                    |              | Lamy La mise au tombeau | |                                |
| Au-dessus de la corniche sur le premier trumeau          |              | Delobel Portrait de famille | |                                |
| Au-dessus de la corniche sur le premier trumeau          |              | Le Clerc Hécube fait présenter au Palladium une de ses plus belles robes                                                                                        | |                                |
| Au-dessus de la corniche sur le premier trumeau          |              | Collin de Vermont Les Dieux coupent les ailes de l'Amour | |                                |
| Au-dessus de la corniche sur le premier trumeau          |              | Jean Restout Abdolonyme travaillant dans son jardin 1737 Huile sur toile 93 x 151 cm Orléans, musée des Beaux-Arts                                              | Tableau peut-être commandé avec son pendant (Abdolonyme paraissant devant Alexandre en costume royal, Orléans, musée des Beaux-Arts), par le duc de Chevreuse, pour orner l'hôtel de Luynes.                                                                                                  | Gouzi, 2000, n°P.82.           |
| Au-dessus de la corniche sur le premier trumeau          |              | Collin de Vermont Renaud et Armide | |                                |
| Au-dessus de la corniche sur le premier trumeau          |              | Collin de Vermont Pyrame et Thisbé | |                                |
| Seconde fenêtre                                          |              | Aved Portrait du duc de Bisache | |                                |
| Seconde fenêtre                                          |              | Jean Jouvenet Portrait de père Augustini, carme de la place Maubert                                                                                             | |                                |
| Seconde fenêtre                                          |              | Louis Tocqué Portrait de la comtesse de Marchainville | |                                |
| Seconde fenêtre                                          |              | Aved Portrait de mademoiselle de Seyne | |                                |
| Seconde fenêtre                                          |              | Drouais Portrait de mademoiselle Gauthier | |                                |
| Seconde fenêtre                                          |              | Tocqué Portrait de madame Naux | |                                |
| Dans la même fenêtre                                     |              | Adam l'aîné Buste | |                                |
| Dans la même fenêtre                                     |              | Adam l'aîné Buste de l'allégorie de l'Eau marbre | |                                |
| Dans la même fenêtre                                     |              | Adam l'aîné Neptune et Amphitrite | |                                |
| Sur la corniche                                          |              | Dandré Bardon Saint Charles Borromée en prière | |                                |
| Second trumeau                                           |              | Favanne Thétis consent à épouser Pelée | |                                |
| Second trumeau                                           |              | Jean Restout Le Christ en croix Huile sur toile perdu | | Gouzi, 2000, n°P.81.           |
| Second trumeau                                           |              | Pierre Dulin Saint Charles Borromée faisant cesser la peste par les prières                                                                                     | |                                |
| Second trumeau                                           |              | Collin de Vermont Les Adieux d'Hector et d'Andromaque | |                                |
| Second trumeau                                           |              | Dumont Joseph et la femme de Putiphar | |                                |
| Second trumeau                                           |              | Massé L'enlèvement d'Europe | |                                |
| Second trumeau                                           |              | Massé Vénus sur les eaux | |                                |
| Troisième embrasure                                      |              | Delobel Portrait du duc de Chartres | |                                |
| Troisième embrasure                                      |              | Jean Jouvenet Portrait de la femme de l'artiste | |                                |
| Troisième embrasure                                      |              | Delobel Portrait de monsieur Salior, tapissier ordinaire du roi                                                                                                 | |                                |
| Troisième embrasure                                      |              | Jean Jouvenet Portrait de l'artiste | |                                |
| Troisième embrasure                                      |              | Lépicié Dix sujets, les œuvres en gravures | |                                |
| Troisième embrasure                                      |              | Jean Moyreau Trois sujets, les œuvres en gravures | |                                |
| Troisième embrasure                                      |              | Cars Deux sujets, les œuvres en gravures | |                                |
| Dans la même embrasure                                   |              | Adam l'aîné Buste du Feu | |                                |
| Dans la même embrasure                                   |              | Adam l'aîné Buste de la Terre | |                                |
| Sur la corniche                                          |              | Huilliot Un buffet | |                                |
| Sous la corniche, troisième trumeau                      |              | Pierre Dulin Le Christ guérissant la belle-mère de saint Pierre                                                                                                 | |                                |
| Sous la corniche, troisième trumeau                      |              | Collin de Vermont Les noces de Thétis et Pelée | |                                |
| Sous la corniche, troisième trumeau                      |              | Massé Le Baptême du Christ | |                                |
| Sous la corniche, troisième trumeau                      |              | Collin de Vermont Le Jugement de Salomon | |                                |
| Quatrième embrasure                                      |              | Geuslain Portrait de monsieur Gautier, valet de chambre du duc d'Orléans                                                                                        | |                                |
| Quatrième embrasure                                      |              | Geuslain Portrait de monsieur Bertin, secrétaire ordinaire du duc d'Orléans                                                                                     | |                                |
| Quatrième embrasure                                      |              | Cochin Trois sujets en gravure | |                                |
| Quatrième embrasure                                      |              | Allou Monsieur Moreau représentant le Dessin, tenant un porte-feuille                                                                                           | |                                |
| Quatrième embrasure                                      |              | Geuslain Monsieur Poisson dans son habit de Crispin | |                                |
| Quatrième embrasure                                      |              | Dupuis Trois sujets en gravure | |                                |
| Quatrième embrasure                                      |              | Chardin Un bas-relief peint en bronze | |                                |
| Quatrième embrasure                                      |              | Nattier Dessin représentant mademoiselle de Clermont en déesse des Eaux et de la Santé                                                                          | |                                |
| Sur la corniche                                          |              | Oudry Le lion et le moucheron | |                                |
| Quatrième trumeau                                        |              | Lamy Latone allaitant Apollon et Diane | |                                |
| Quatrième trumeau                                        |              | Oudry Un loup pris au piège | |                                |
| Quatrième trumeau                                        |              | Delobel La Naissance de Vénus | |                                |
| Quatrième trumeau                                        |              | Boisot Ixion foudroyé par Jupiter | |                                |
| Cinquième embrasure                                      |              | Allou Portrait de monsieur Deschamps en géomètre | |                                |
| Cinquième embrasure                                      |              | Le Clerc Vertumne et Pomone | |                                |
| Cinquième embrasure                                      |              | Surugue Sept sujets en gravure | |                                |
| Cinquième embrasure                                      |              | Allou Portrait de monsieur Lemoyne avec les attributs de la sculpture                                                                                           | |                                |
| Cinquième embrasure                                      |              | Le Clerc Zéphyr et Flore | |                                |
| Cinquième embrasure                                      |              | Cazès Léda et le cygne | |                                |
| Cinquième embrasure                                      |              | Thomassin Les pèlerins d'Emmaüs, d'après Véronèse gravure | |                                |
| Cinquième embrasure                                      |              | Thomassin La Mélancolie du Fétis, d'après un tableau de la collection du roi gravure                                                                            | |                                |
| Cinquième embrasure                                      |              | Thomassin La Vierge, d'après De Troy gravure | |                                |
| Cinquième embrasure                                      |              | Thomassin Monsieur Thierry, d'après Largillière gravure | |                                |
| Cinquième embrasure                                      |              | Drouais Quatre portraits en miniature dans un cadre | |                                |
| Cinquième embrasure                                      |              | Duvivier Médailles et modèles de tête en cire d'après nature | |                                |
| Dans l'encoignure                                        |              | Allou Portrait de monsieur Mercier, écrivain | |                                |
| Dans l'encoignure                                        |              | Servandoni Deux tableaux de ruines et antiquités | |                                |
| Sur l'escalier en montant                                |              | Bouys Deux collations | |                                |
| Sur l'escalier en montant                                |              | Bouys Une servante qui récure de la vaisselle d'argent | |                                |
| Sur l'escalier en montant                                |              | Bouys Deux servantes revenant du marché | |                                |
| Sur l'escalier en montant                                |              | Allou Portrait en pied du chevalier Domergue | |                                |
| Sur l'escalier en montant                                |              | Deux anachorètes en pierre | |                                |
| Sur l'escalier en montant                                |              | Dandré Bardon Allégorie du règne de Louis XV | |                                |
| Sur l'escalier en montant                                |              | Allegrain Paysage avec bergers et troupeaux | |                                |
| Sur l'escalier en montant                                |              | Parrocel Une bataille de cuirassiers faisant le coup de pistolet                                                                                                | |                                |
| Sur l'escalier en montant                                |              | Desportes Le déjeuner gras | |                                |
| Sur l'escalier en montant                                |              | Desportes Le déjeuner maigre | |                                |
| Omission à la deuxième croisée                           |              | Roettiers Modèles en cire du roi, du comte de Clermont, du cardinal de Fleury, de l'ambassadeur de la Porte...                                                  | |                                |
| Autre omission à la quatrième croisée                    |              | de Larmessin Quatre sujets gravés d'après différents maîtres | |                                |